# كوك (لقب)
كوك هو لقب. الأشخاص البارزين يحملون هذا اللقب مثل:
- كوكي (مواليد. 1987) ، لاعب كرة قدم إسباني
- كريستوفر كوك (مواليد. 1969) ، زعيم عصابة مخدرات في جامايكا
- ديفيد كوك (1915-1941) ، طيار بريطاني خلال الحرب العالمية الثانية
- دوروثي كوكاك (1897-1979) ، فنان بريطاني
- إدوارد كوك (1552-1634) ، رجل أعمال إنجليزي ورجل قانون
- إدوارد كوك (1758-1837) ، سياسي بريطاني ومالك الأرض
- إدوارد كوك ، إيرل السابع من ليستر (1936–2015)، إيرل بريطاني
- غيلس كوكي ، لاعب كرة قدم إنجليزي
- جون تشوك (1878-1910) ، وهو لوطي ثوري ولصوص في البنك
- جون كوك (1563-1644) ، سياسي إنجليزي
- جون تالبوت كوك (1841-1912) ، الميجر جنرال في الجيش البريطاني ومؤلف كتاب تاريخ عائلة كوكاكولا
- بيتر كوك (1913–2008) ، ممثل بريطاني ، كاتب مسرحي وفنان
- فيل كوك ، أحد أبطال البيسبول الأمريكية الرئيسية في النمور اعتبارا من 2010-2011
- ريتشارد كوك ، محام أمريكي ، مزارع ، ورجل دولة
- ريتشارد كوك ، الابن ، عضو في الكونغرس عن ولاية فرجينيا
- ريتشارد توبي كوك (مواليد 1954) ، سياسي إنجليزي
- توماس كوك (أسقف) (1747-1814) ، أول أسقف ميثودي
- توماس كوك ، إيرل الأول من ليستر (الإنشاء السابع) (1754-1842) ، مصلح زراعي